# Хлыбы
Хлыбы — деревня в Дмитровском районе Московской области в составе сельского поселения Костинское. Население — 9 чел. (2010). До 2006 года Хлыбы входили в состав Гришинского сельского округа.

## Расположение
Деревня расположена в юго-восточной части района, недалеко от границы с Пушкинским, примерно в 15 км на юго-восток от Дмитрова, на левом берегу реки Яхромы, высота центра над уровнем моря 205 м. Ближайшие населённые пункты — Ваганово с Ерыково на севере и Герасимиха, Пушкинского района, на юго-востоке.

## Население
| 2002 | 2006 | 2010 |
| ---- | ---- | ---- |
| 4    | ↘2   | ↗9   |